# اونیک
اونیک خواننده، آهنگساز و نوازندهٔ ماندولین ارمنی‌تبار اهل ایران بود.

## زندگی
اونیک گاهگاهی آهنگ‌های رشید بهبودوف را می‌زد و می‌خواند. واقعاً پنجه‌هایش طلایی بود با اینکه نت نمی‌دانست. با شنیدن فقط یکبار ترانه رو می‌نواخت. استعداد خوبی داشت. خودش آهنگسازی می‌کرد و هم به دیگران می‌داد. خودش هم می‌خواند. آهنگ «غم اومده خونه من، انگشتو بر در می زنه» اونیک ساخته بود و داریوش اجرا کرد.
اونیک یکی از اعضای «گروه موسیقی شش و هشت» بود که توسط پرویز مقصدی تشکیل شده بود سایر اعضای گروه عبارت بودند از ماسیس، داریوش، ناصر صبوری، کیوان، افشین، نلی، ویلسون و دینامیک.
یکی از نخستین ترانه‌های این گروه که پخش آن در ابتدای تابستان ۱۳۵۰ بسیار با اقبال عمومی مواجه شد ترانه «می تونی مشت منو وا بکنی» با صدای «اونیک» بود. «اونیک» به جز خوانندگی نوازنده ماندولین ارکستر هم به‌شمار می‌آمد.

## زندگی شخصی و درگذشت
وی یک کتابفروشی ابتدای خیابان قوام‌السلطنه داشت که با برادرش شریک بود. خانه اش هم نزدیک پارک ساعی بود و با مادرش زندگی می‌کرد. تا آخر عمر هم ازدواج نکرد. ناراحتی قلبی داشت و چند سال پیش از مرگش، قلبش را عمل کرده بود. اونیک در اوایل دهه هشتاد شمسی در اثر سکته قلبی درگذشت.

## آثار
- قهر و آشتی
- گاهی خنده، گاهی گریه یا خنده و گریه (آهنگساز پرویز مقصدی، شعر: مسعود هوشمند، خواننده: اونیک، گوگوش)
- می‌تونی مشت منو وا بکنی
- مطرود (من وجودم مال تست)
- وقتی که خروس می خونه (خواننده ماسیس، آهنگ از اونیک و شعر از نوذر پرنگ)
- رنگ رقص اردک بی کلام
- پا تو کفش ما نکن
- غم عشقت منو داغون می‌کنه
- دیدی عشقت چه گلی زد به سرم
- چشم عسلی
- وای وای جون مریم
- نمی‌خوام
- وقتی دل خوش نباشه
- رنگ غازیان
- مگه نه
- دل من غصه رو باور می‌کنه
- رنگ پنج و سه دقیقه بی کلام
- احمد کوتوله و ریزه ریزه (خواننده رامین و بلا، آهنگ اونیک)
- غم عشق (داریوش، اونیک، کیوان، ماسیس)
- دیگر نمی‌گریم (خواننده آلیس، شعر از تورج نگهبان و آهنگ از اونیک)
- تو بخند (شاعر هما میرافشار)
- ملک جمشید (خواننده: حسن طوفان، آهنگ اونیک)
- صبر اومد، جخت اومد (خواننده نارملا (خواننده)، آهنگ اونیک)
- اسیر (خواننده ویگن، شعر تورج نگهبان، آهنگ اونیک)
- من می خوام برای من باشی